# Chiesa di San Carlo (Vigevano)
La chiesa di San Carlo è un edificio religioso sito a Vigevano, in provincia di Pavia e diocesi di Vigevano.

## Descrizione e storia
La chiesa venne costruita per festeggiare il primo centenario della canonizzazione di san Carlo Borromeo. Il 15 maggio 1710 venne fondata la Congregazione di San Carlo, approvata dall'arcivescovo Giuseppe Archinto nello stesso anno, che fece iniziare l'edificazione della chiesa nel 1724, terminandola nel 1736. La congregazione officiò nella chiesa di San Rocco fino al 3 novembre 1721, per poi trasferirsi alla Madonna della Neve, dove rimase fino alla consacrazione della suddetta chiesa dalla quale prendeva il nome. Nel 1741 la chiesa venne visitata dal vescovo Bossi. Nel 1802 venne soppressa da Napoleone Bonaparte e trasformata in ospedale militare; in questo periodo vennero rubate tutte le opere d'arte, incluso il coro ligneo. Fu riconsacrata e riaperta al culto nel 1841. Nel 1850 venne ridipinta e restaurata da Giovan Battista Garberini, che ultimò i lavori nel 1893.
Ha dimensioni 26 m di lunghezza, 9 di larghezza e 15 di altezza. Lo stile è prettamente neoclassico. La facciata è semplice ed è divisa in tre parti da colonne; presenta un piccolo campanile, rimasto incompiuto, dei due originariamente previsti, che avrebbero dovuto elevarsi dalla facciata.
Ha una sola navata e quattro altari, dedicati rispettivamente a: San Luigi Gonzaga; San Francesco Saverio, San Francesco di Sales e San Filippo Neri; il Crocifisso; la Natività. La pavimentazione è originaria del 1724, in cotto. Molti dei quadri presenti appartengono alla chiesa di San Pietro Martire.